# Семёновка (Выгоничский район)
Семёновка — посёлок в Выгоничском районе Брянской области, в составе Орменского сельского поселения. Расположен в 6 км к юго-западу от села Малфа. Население — 22 человека (2010).

## История
Основан в 1920-е годы (первоначально — Семёновский); до 1954 в Карповском сельсовете, в 1954—2005 в Малфинском. В период временного расформирования Выгоничского района (1932—1939 и 1963—1977) — в Почепском районе.
| Годы      | 1926 | 1979 | 1989 | 2002 | 2010 |
| --------- | ---- | ---- | ---- | ---- | ---- |
| Население | 147  | 80   | 23   | 21   | 22   |